# 浪头镇
浪头镇，是中华人民共和国辽宁省丹东市振兴区下辖的一个乡镇级行政单位。

## 行政区划
浪头镇下辖以下地区：
浪头社区、五一八社区、浪头村、忠杰村、文斌村、东安民村、北安民村、文安村、顺天村、文安新区社区和合作区社区。